# دورة استخبارية
الدورة الاستخبارية أو دورة المخابرات هي المراحل التي تمر عبرها المعلومات المستقاة من المصادر البشرية والتقنية لتصبح معلومات استخبارية حيث تمر المعلومات عبر خمس مراحل هي 
- التحصيل
- المعالجة والاستغلال
- التحليل والإنتاج
- النشر والدمج
- التخطيط والتوجيه[1]